# Nana Dżordżadze
Nana Dżordżadze, gruz. ნანა ჯორჯაძე (ur. 24 sierpnia 1948 w Tbilisi) – gruzińska reżyserka i scenarzystka filmowa.
Jej pierwszy film pełnometrażowy Robinsonada (1987) przyniósł jej Złotą Kamerę za najlepszy debiut na 40. MFF w Cannes. Po przeprowadzce do Francji na początku lat 90. zrealizowała obraz 1001 przepisów zakochanego kucharza (1996) z Pierre’em Richardem w roli głównej. Film stał się pierwszym oficjalnym reprezentantem Gruzji nominowanym do Oscara dla najlepszego filmu nieanglojęzycznego. Sukces odniósł także kolejny film Dżordżadze Lato albo 27 straconych pocałunków (2000), który zdobył nominację do Europejskiej Nagrody Filmowej za najlepszy scenariusz.
Jej mężem jest scenarzysta Irakli Kwirikadze. Dżordżadze zasiadała w jury konkursu głównego na 45. MFF w Cannes (1992) oraz na 54. MFF w Wenecji (1997).